# Journal Violone II
Journal Violone II ist ein Musikalbum des amerikanischen Bassisten Barre Phillips, das im Juni 1979 in Triobesetzung aufgenommen und im März des folgenden Jahres bei ECM Records als LP erschienen ist. Die CD-Ausgabe wurde 1994 veröffentlicht.

## Hintergrund
Journal Violone II ist der Name von Phillips drittem Gruppenprojekt für ECM-Records. Neben John Surman, mit dem er zu Beginn der 1970er Jahre intensiv in The Trio und dann gelegentlich bei Mountainscapes und im Quartett M.U.M.P.S. zusammenarbeitete, lud er die amerikanische Sängerin Aina Kemanis ins Ludwigsburger Tonstudio Bauer ein. Als Tontechniker wirkte dort Martin Wieland mit. Live trat diese Formation unter anderem in Lyon  und am 16. März 1980 in Peitz auf.

## Titelliste
- Barre Phillips: Journal Violone II (ECM Records)[3]

1. Part I 7:10
2. Part II  6:19
3. Part III 5:02
4. Part IV  6:45
5. Part V (To Aquirax Aida) 3:26
6. Part VI 11:03

Alle Kompositionen stammen von Barre Phillips.

## Rezensionen
In Allmusic erhielt das Album nur drei von fünf Sternen.
Tyran Grillo meinte über das Album in Between Sound and Space, dass die von Phillips gewählte Besetzung für diese sechsteilige Suite, die von organisch bis synthetisch und wieder zurück reiche, hervorragend sei. Phillips selbst bringe eine delikate Intensität in jede Zelle der musikalischen Information, während Surman die ihm zur Verfügung stehende Instrumente gut nutze. Die an Brian Eno erinnernden Synthesizer verliehen dem Album eine duftende Wärme, die Kemanis mit jeder Silbe, die sie singe, wunderbar aufrechterhalte. Auch der anonyme Rezensent von In Sheep’s Clothing betont ihre Rolle: „Zu den beiden Instrumentalisten gesellt sich die Sängerin Aina Kemanis, die mit schwebenden und tanzenden Noten über den freien Improvisationen von Phillips und Surman schwebt.“
Der Rezensent von Snows ov Gethen weist darauf hin, dass zwar der Titel an Phillips Soloalbum Journal Violone erinnere, aber keine ästhetische und technische Kontinuität bestehe. Es handele sich ja hier um ein Troalbum und auch der Klang sei anders. Hier seien zunächst die verschiedenen Stimmen von John Surman in den Vordergrund gestellt. Aina Kemanis verfüge über eine jener Stimmen der Alten Musik, wie sie in den Ensembles der Minimal Music von Phil Glass und Steve Reich bevorzugt würden, und kein Vibrato habe. Part I klinge zwar ein Auszug aus dem Anfang von Reichs Tehillim, doch war diese Komposition zum Zeitpunkt des Erscheinens dieses Albums noch im Entstehen. Zwar sei Phillips’ warmer und forschender Bass die ganze Zeit über präsent. Doch auf der Basis von britischen Folk- und Barockmotiven, die mit minimalistischen Synthesizer-Ostinati kontrapunktiert und in eine Ambient-Produktion verpackt seien, sei Surman in Part I und Part VI immer wieder im Vordergrund. Hingegen erinnere der bassgeprägte Part III an die ausgedehnten Technik-Meditationen des japanischen Bassisten Motoharu Yoshizawa oder auch an die Solo-Cello-Experimente von Abdul Wadud; er sei wunderschön.